# مايك جيبسون (لاعب كرة قدم)
مايك جيبسون (بالإنجليزية: Mike Gibson)‏ (15 يوليو 1939 بدربي في المملكة المتحدة - ) هو لاعب كرة قدم بريطاني في مركز حراسة المرمى. لعب مع شروزبري تاون ونادي بريستول سيتي ونادي غيلينغهام ونونيتون بورو ‏.